# Yamaha FJ1200
Yamaha FJ1200 – motocykl sportowo-turystyczny produkowany przez firmę Yamaha Motor Corporation Ltd. w latach 1986 do 1996.

## Rozwój

### FJ1100
Yamaha Motor Company Ltd. przystąpiła do produkcji modelu FJ1100 w roku 1984 i był produkowany do wejścia na rynek udoskonalonej wersji FJ1200. Motocykl od samego początku był bardzo popularny i dobrze konkurował z innymi w klasie motocykli sportowo-turystycznych. Klasa ta charakteryzuje się sportowym zacięciem, przyjaznym zachowaniem, zwrotnością w mieście, jak również komfortem podczas pokonywania długich dystansów.
Miejsce kierowcy skonfigurowane zostało tak, aby zapobiec turbulencjom i zmniejszyć zmęczenie powodowane napierającym wiatrem. Producent podczas tworzenia tego motocykla położył większy nacisk na zbalansowanie użyteczności i sportowych osiągów niż na czysto wyczynowym charakterze. 
Maszyna jest zauważalnie węższa niż wiele motocykli współczesnych co przekłada się na dużą zwrotność i manewrowalność przy niskich prędkościach. Yamaha osiągnęła to poprzez umieszczenie alternatora tuż za cylindrami zamiast bardziej “klasycznego” miejsca na czopie wału korbowego.

### FJ1200
W 1986 r. Yamaha podjęła decyzję o zwiększeniu wydajności modelu FJ1100 poprzez zwiększenie pojemności silnika, zmodernizowanie zawieszenia i innych elementów. Rezultatem było powstanie FJ1200. Produkowana była w trzech kolejnych wersjach (1TX, 3CV i 3XW), każda kolejna wersja była poprawiana pod kątem nadwozia, przedniego i tylnego zawieszenia oraz dodania opcjonalnego ABS, w który była wyposażona wersja FJ1200A. Wersja z ABS-em była produkowana w latach 1991 do 1996, wtedy Yamaha przestała sprzedawać model FJ1200 na terenie Wielkiej Brytanii. Natomiast na terenie USA, FJ-ta bez ABS-u przestała być sprzedawana w 1993 roku. Ówcześni konkurenci FJ1200 to Honda ST1100 Pan European, BMW K100/K100RS, Suzuki 1100 Katana, Kawasaki Ninja ZX10 oraz GTR1000.

## Budowa

### Silnik
FJ1200 wyposażony jest w czterocylindrowy, chłodzony powietrzem i olejem rzędowy szesnastozaworowy silnik. W jednostce napędowej pracują dwa wałki rozrządu napędzane łańcuchem poprowadzonym przez środek silnika. Luz zaworowy regulowany jest za pomocą płytek. Silnik zasilają cztery gaźniki Mikuni BS36 zamontowane tuż za cylindrami, za pomocą gumowych króćców gaźnikowych. Gazy wylotowe odprowadzane są systemem czterech rur wylotowych do komory znajdującej się pod silnikiem, gdzie rozdzielane są do dwóch tłumików. W silniku znajduje się mokra miska i pompa olejowa, która w połączeniu z chłodnicą oleju pomaga utrzymać właściwą temperaturę pracy. Zarówno FJ1100 i FJ1200 zostały wyposażone w dodatkowy system odzysku oparów paliwa.

### Przeniesienie napędu
FJ1200 jest wyposażony w pięciobiegową, sekwencyjną, niezsynchronizowaną skrzynię biegówce ze sprzęgłami kłowymi. Motocykl jest wyposażony w mokre, wielotarczowe sprzęgło sterowane hydraulicznie. Napęd przekazywany jest za pomocą o-ringowego łańcucha np. DID 50(530) ZVM2 110 ogniw. Przełożenie 17/39. Elementem bezpieczeństwa i nowinką w tamtym okresie było zabezpieczenie przed ruszeniem z wystawioną boczną podstawką. Wrzucenie pierwszego biegu przy wystawionej bocznej podstawce oznaczało wyłączenie silnika.

### Podwozie
Rama FJ1200 wykonana jest ze stali. Część główna wykonana jest z kombinacji profili stalowych, natomiast tylna część (subframe) wykonana w układzie przestrzennym rur stalowych. Tylny amortyzator umieszczony jest pionowo tuż za silnikiem i połączony z wahaczem za pomocą „kości”. Na początku wahacz był wytwarzany z wytłaczanego stopu aluminium jednak od modelu 3XW zaczęto go wykonywać ze stali. Przednie zawieszenie modelu FJ1100 i wczesnych modeli FJ1200 posiadały 16-calowe przednie koło i regulowany system anti-dive, zapobiegający nurkowaniu motocykla podczas hamowania. Późniejsze modele FJ zostały wyposażone w 17-calowe koła i widelec z rurami nośnymi o średnicy 41mm. Układ hamulcowy wczesnych modeli FJ to dwie wentylowane tarcze z przodu i jedna z tyłu. Później zrezygnowano z wentylowanych tarcz z przodu na korzyść zwykłych, nawiercanych, z czterotłoczkowymi zaciskami.

### Układ elektryczny
FJ1200 posiada standardową 12 voltową instalację elektryczną. Alternator i rozrusznik są montowane tuż za cylindrami. Model FJ jest wyposażony w rodzaj autodiagnostyki wykorzystujący m.in. czujnik zmienno-oporny sygnalizujący niski poziom oleju za pomocą kontrolki. Informacja o rezerwie paliwowej również jest wyświetlana na tablicy wskaźników. Układ zapłonowy jest sterowany dwuzwojowym układem TCI wyprodukowanym przez firmę Denso (Transistor Controlled Ignition). W FJ1200 system informujący kierowcę o niskim poziomie paliwa działa dwutorowo. Gdy poziom paliwa spadnie poniżej 5 litrów, kierowca jest informowany o tym fakcie zapaleniem się lampki rezerwy, ponadto system odcina zapłon dwóm cylindrom, przez co odczuwamy efekt jazdy bez paliwa. Po przełączeniu włącznika na pozycję rezerwy zapłon jest przywracany i możliwa jest dalsza jazda. To kolejna innowacyjna rzecz, która w tamtym czasie była zdecydowaną nowością.

## Wrażenia z jazdy
FJ1200 może sprawiać wrażenie przestarzałego w odniesieniu do dzisiejszych standardów technologicznych. Jednak biorąc pod uwagę leciwą już konstrukcję, wciąż może się pochwalić bardzo przyjazną codzienną obsługą, bezawaryjnością i komfortem podróżowania. Silnik jest bardzo elastyczny. Inżynierowie Yamahy zestroili jednostkę napędową tak, aby dostarczała jak najwięcej użytecznego momentu obrotowego w jak najniższym zakresie obrotów. W zasadzie, od 50–60 km/h możemy już przyspieszać używając jedynie najwyższego biegu. Prędkość maksymalna, z jaką możemy się poruszać oscyluje w granicach 250 km/h, natomiast przejazd pierwszych 400 metrów ze startu zatrzymanego zajmuje około 11 sekund. Kierowca oraz pasażer mają do dyspozycji wygodną, szeroką kanapę, a pozycja za kierownicą jest wygodna.

## Specyfikacja (FJ1100/FJ1200)
|                                   | FJ1100                                                                     | FJ1200                                                              |
| --------------------------------- | -------------------------------------------------------------------------- | ------------------------------------------------------------------- |
| Silnik                            | 1097cc, 4-suwowy, cztero-cylindrowy, rzędowy, chłodzony powietrzem.        | 1188cc, 4-suwowy, cztero-cylindrowy, rzędowy, chłodzony powietrzem. |
| Moc                               | 125.00 HP (91.2 kW)) @ 9000 RPM                                            | 130.00 HP (94.9 kW)) @ 9000 RPM                                     |
| Średnica i skok tłoka             | 74 x 63.8 mm                                                               | 77 x 63.8 mm                                                        |
| Stopień sprężania                 | 9.5:1                                                                      | 9.7:1                                                               |
| Magistrala paliwowa               | Cztery gaźniki Mikuni BS36 36mm                                            | Cztery gaźniki Mikuni BS36 36mm                                     |
| Pojemność zbiornika paliwa        | 24.5 L (6.5 US gal, 5.4 Imp gal)                                           | 22 L (5.81 US gal, 4.8 Imp gal)                                     |
| Smarowanie                        | Mokra miska olejowa                                                        | Mokra miska olejowa                                                 |
| Zapłon                            | TCI (Digital)                                                              | TCI (Digital)                                                       |
| Skrzynia biegów                   | 5-biegowa                                                                  | 5-biegowa                                                           |
| Przekazanie napędu                | Łańcuch DID 50 (530) ZVM2 110 ogniw lub zamiennik.                         | Łańcuch DID 50 (530) ZVM2 110 ogniw lub zamiennik.                  |
| Całkowita długość                 | 2230 mm                                                                    | 2235 mm                                                             |
| Całkowita szerokość               | 730 mm                                                                     | 775 mm                                                              |
| Całkowita wysokość                | 1230 mm                                                                    | 1245 mm                                                             |
| Wysokość siedziska                | 780 mm                                                                     | 790 mm                                                              |
| Prześwit                          | 140 mm                                                                     | 140 mm                                                              |
| Rozstaw osi                       | 1490mm                                                                     | 1495mm                                                              |
| Waga mokra z olejem, paliwem etc. | 261.0 kg (575.4 pounds)                                                    | 259.0 kg (571.0 pounds)                                             |
| Zawieszenie przednie              | Teleskopowe z możliwością napięcia wstępnego sprężyny i systemem anti-dive | Teleskopowe z możliwością napięcia wstępnego sprężyny.              |
| Zawieszenie tylne                 | Amortyzator gazowo-olejowy                                                 | Amortyzator gazowo olejowy z regulacją napięcia wstępnego sprężyny. |
| Hamulce przód                     | Podwójne tarcze hamulcowe                                                  | Podwójne tarcze hamulcowe                                           |
| Hamulec tylny                     | Pojedyncza tarcza hamulcowa                                                | Pojedyncza tarcza hamulcowa                                         |
| Ogumienie przód                   | 120/80-VR16 do 1987 roku, 120/70-VR17 '88 do końca produkcji.              | 120/80-VR16 do 1987 roku, 120/70-VR17 '88 do końca produkcji.       |
| Ogumienie tył                     | 150/80-VR16                                                                | 150/80-VR16                                                         |